# Alessandro Nespolino
Alessandro Nespolino (Nápoles, Italia, 2 de diciembre de 1971) es un dibujante de cómic y docente italiano.

## Biografía
Asistió a los cursos de la "Scuola Internazionale di Comics" de Roma. Debutó en el mundo de la historieta trabajando para la editorial Fenix, para luego ilustrar el cómic de ciencia ficción Lazarus Ledd de la editorial Star Comics, a partir de 1994. En 2000 pasó a colaborar con la editorial Bonelli, formando parte del equipo del cómic policíaco Nick Raider. Luego trabajó para las miniseries Brad Barron (2005) y Volto Nascosto (2007). En 2009 ganó el Premio ANAFI como mejor dibujante italiano. El mismo año dibujó Ed Gein para la editorial francesa Soleil Productions.
Tras ilustrar la Oesteada de terror Viento Mágico, entró en el equipo de los autores del mítico wéstern clásico Tex y dibujó para la miniserie Shanghai Devil. Fue el creador gráfico de la historieta de aventuras Adam Wild, de la que también dibujó el primer episodio. Colaboró de nuevo con la editorial francesa Soleil-Delcourt, realizando Sherlock Holmes-Crime Alleys I y II y el tercer tomo de Sherlock Holmes Society - In nomine Dei, para la 1800 Collection. Posteriormente se dedicó a las historietas de Il commissario Ricciardi, basadas en las novelas del escritor napolitano Maurizio De Giovanni.
En 2019 ganó el Premio Spaccanapoli del Comicon de Nápoles. Nespolino ha sido docente de la "Scuola Italiana di Comix" de Nápoles, a partir del 1996, y actualmente es un colaborador ocasional.